# Karolingische Renaissance

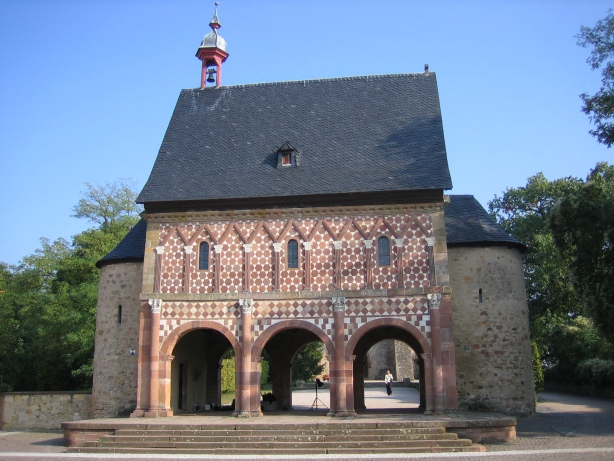
Torhalle in Lorsch (Hessen)

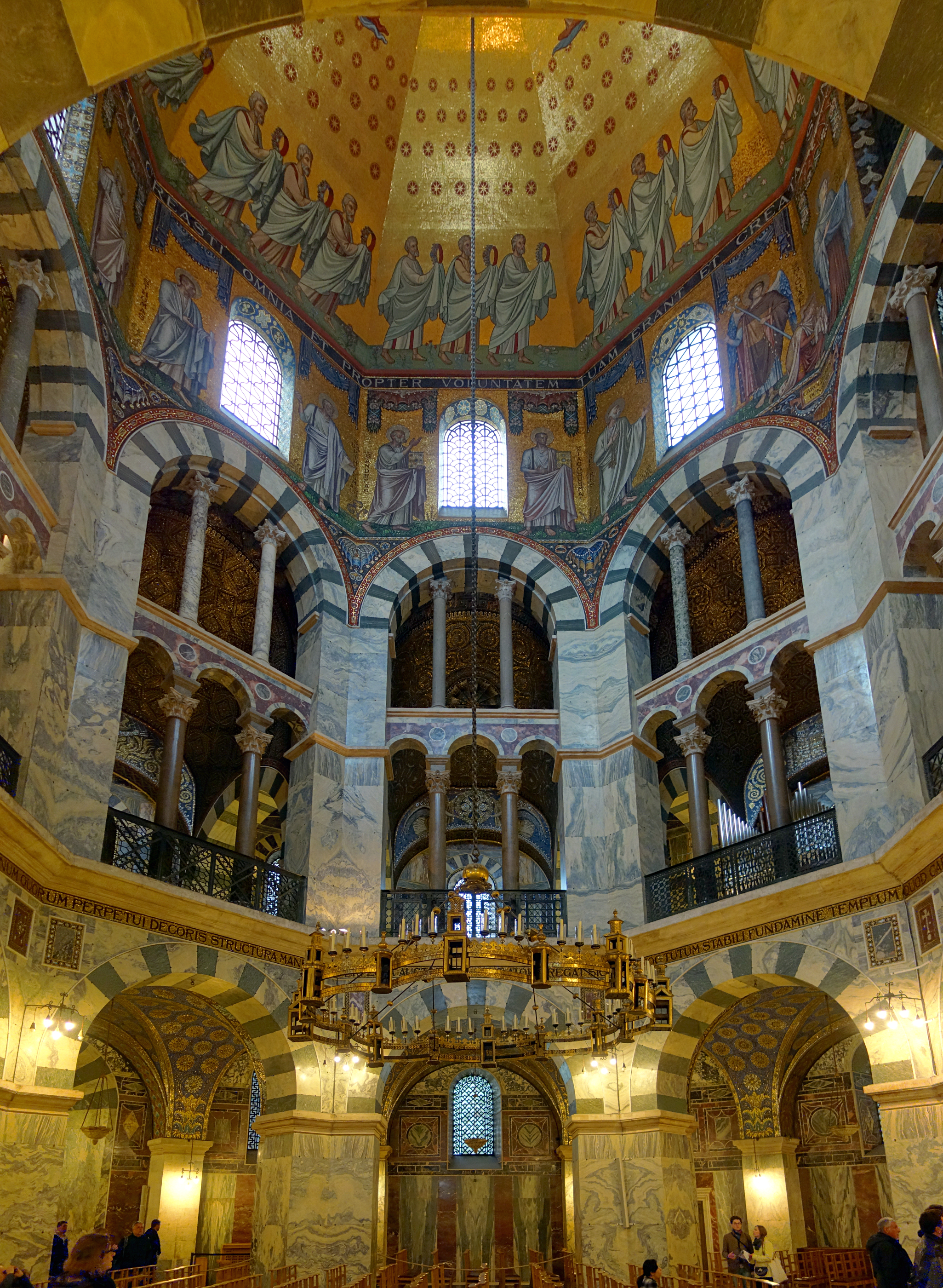
Aachener Pfalzkapelle

Als karolingische Renaissance, auch karolingische Renovatio oder karolingische Erneuerung genannt, bezeichnet man den kulturellen Aufschwung im Frühmittelalter zur Zeit der frühen Karolinger, der vom Hof Karls des Großen im 8. Jahrhundert ausging. Die Erneuerung betraf insbesondere das Bildungswesen, die mittellateinische Sprache und Literatur, das Buchwesen und die Baukunst.
Der 1839 durch Jean-Jacques Ampère eingeführte, heute eingebürgerte Begriff wurde im Jahr 1924 durch die Historikerin Erna Patzelt mit dem Hinweis auf Kontinuitäten von der spätantiken zur merowingischen und karolingischen Kultur teilweise in Frage gestellt. Die Verwendung des Begriffsbestandteils Renaissance ist auch deswegen umstritten, weil dadurch eine Analogie zur Epoche des Renaissance-Humanismus suggeriert wird, die sich von der Zeit der karolingischen Renaissance wesentlich unterscheidet. Alternativ werden daher die Begriffe Bildungsreform Karls des Großen oder karolingische Erneuerung (lateinisch renovatio) verwendet.

## Hintergrund

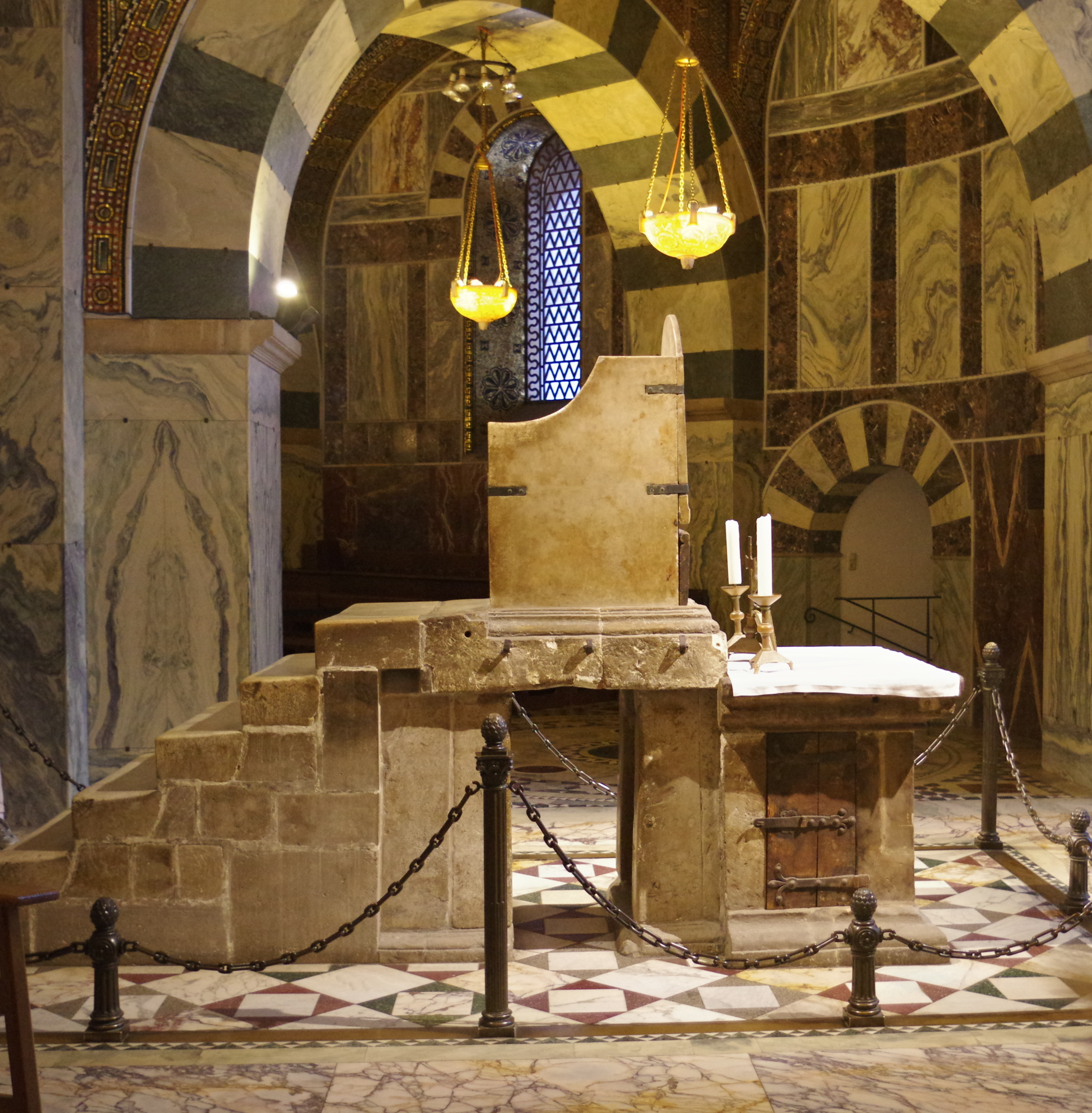
Königsthron im Aachener Dom

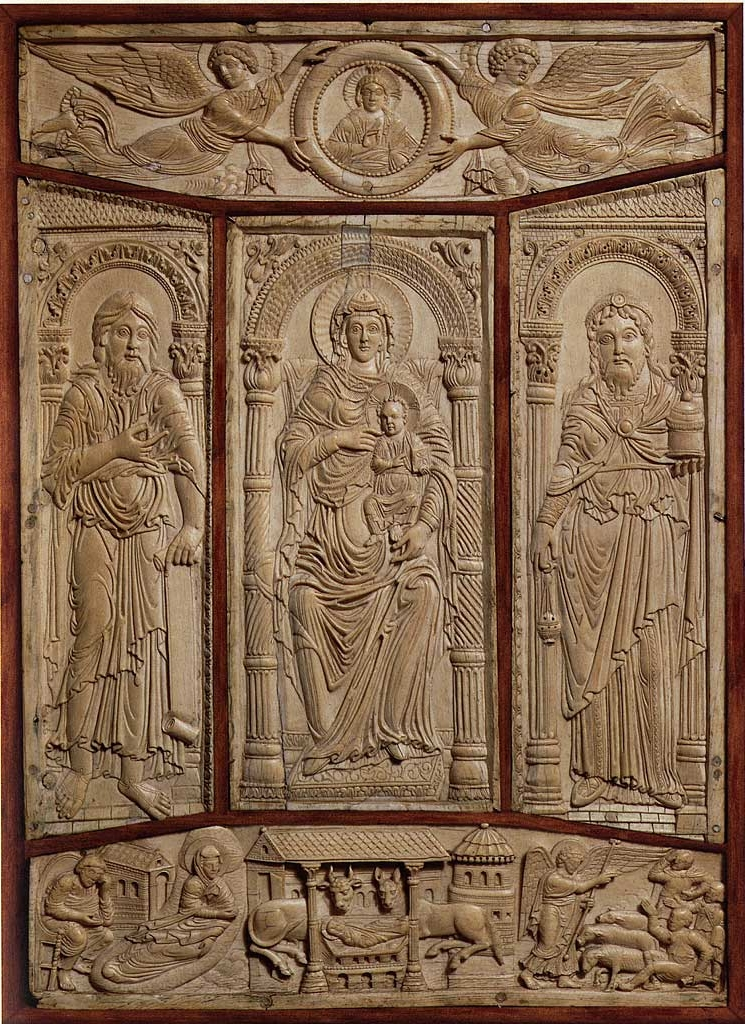
Elfenbeintafeln vom Einband des Lorscher Evangeliars

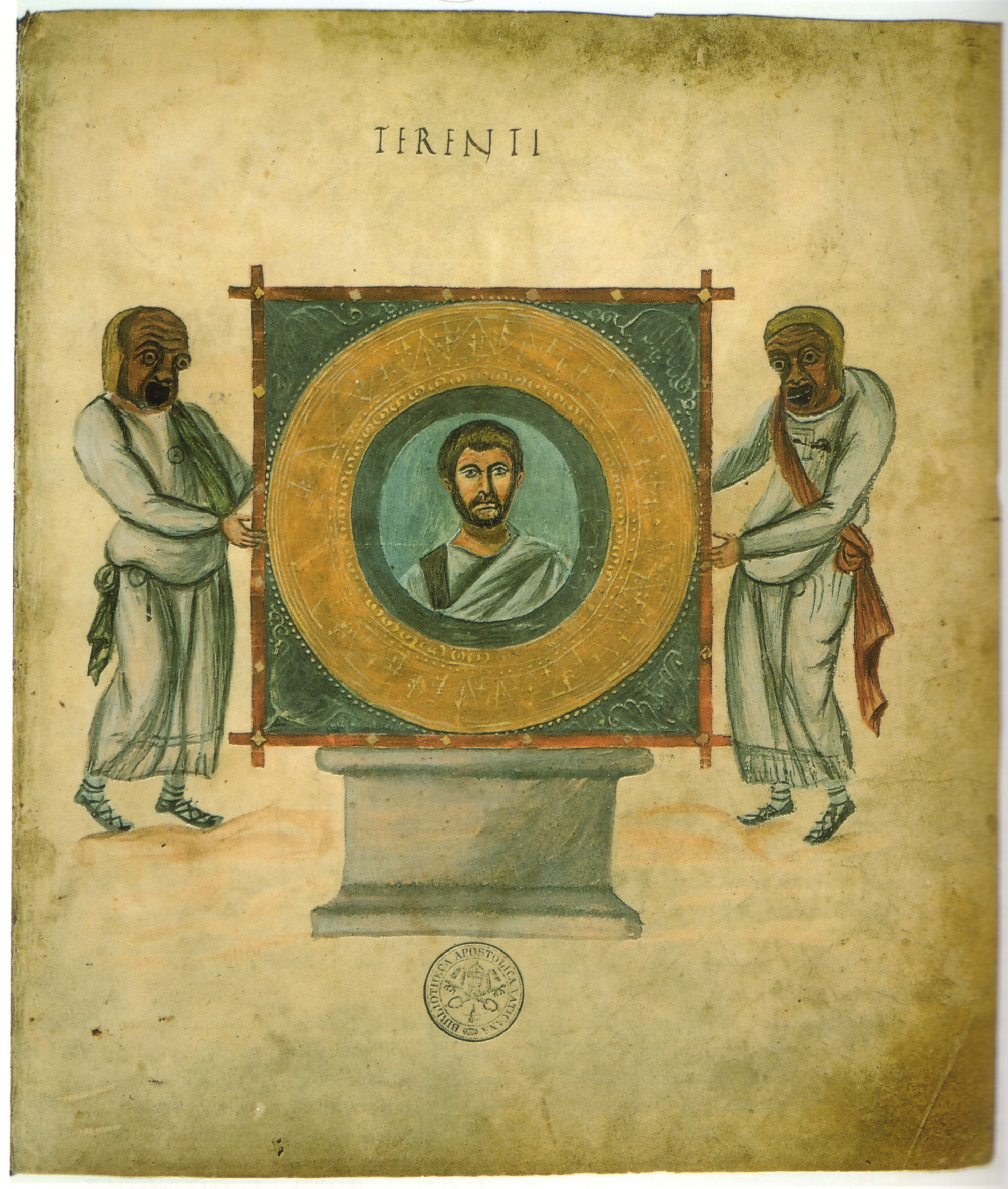
Karolingische Buchmalerei: Autorenporträt des Terenz

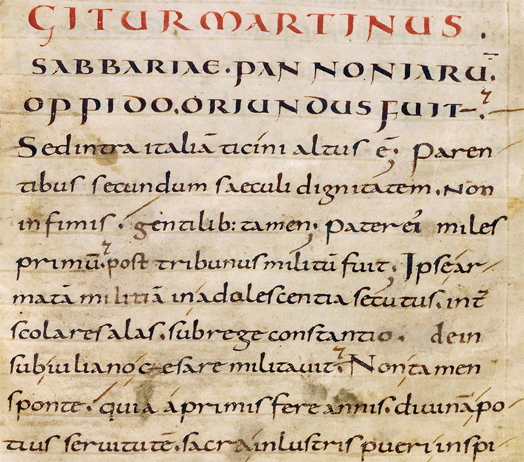
Karolingische Minuskel

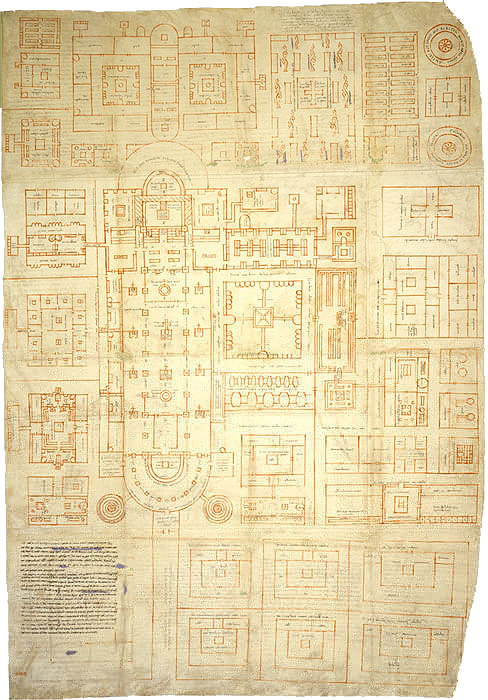
St. Galler Klosterplan

In der merowingischen Zeit war ein Niedergang der antiken Stadtkultur und ein allgemeiner Verfall der kirchlichen Organisation, der Liturgie, der Schriftkultur und der Baukunst eingetreten. Das Schulwesen war seit dem 6. Jahrhunderts weitgehend zum Erliegen gekommen. Man berichtete von Priestern, die nicht das nötige Latein beherrschten, um ein korrektes Vaterunser zu beten. Die Literatur der Antike, selbst der größte Teil der Literatur der christlichen Spätantike, war weitgehend verloren gegangen (Bücherverluste in der Spätantike). 

## Kultureller Aufschwung
Karl versammelte an seinem Hof spätestens seit dem Jahr 777 viele Gelehrte aus ganz Europa (Alkuin, Paulinus II. von Aquileia, Paulus Diaconus, Theodulf von Orléans). Damit war gewährleistet, dass die Hofschule noch jahrzehntelang ein Zentrum der lateinischen Gelehrsamkeit (Theologie, Geschichtsschreibung, Dichtung) blieb und von dort Anregungen ins ganze Frankenreich ausgingen.

### Bildung
Zu den Bestrebungen und Leistungen des Hofes um die Sammlung, Pflege und Ausbreitung der Bildung, die durchaus ein Reformprogramm genannt werden dürfen, gehörten folgende Maßnahmen:
- Einrichtung einer Hofbibliothek, die alle erreichbaren Werke der sacrae und der saeculares litterae, also der Kirchenväter und der antiken Autoren, umfasste.
- Entwicklung einer neuen Buchschrift, der karolingischen Minuskel.
- Sammeln und Kopieren von Literatur, sowohl in schlichten Texthandschriften zum Beispiel lateinischer Klassiker als auch in illuminierten Prachtausstattungen liturgischer Bücher, oft in Anlehnung an spätantike römische und byzantinische Traditionen (Utrechter Psalter, Lorscher Evangeliar, Godescalc-Evangelistar, Dagulf-Psalter).
- Erarbeitung und Verbreitung einer gesicherten Textfassung der Bibel (Alkuin-Bibeln), des Sakramentars und der Benediktinerregel.
- Erlasse und Kapitularien, in denen den Kirchen und Klöstern des Reichs die Pflege der litterae ans Herz gelegt wurde (zum Beispiel Epistola de litteris colendis oder Admonitio generalis im Jahr 789).
- Augenmerk auf die Baukunst und das Kunsthandwerk, auch hier im Rückgriff auf die Formensprache der römischen Architektur und römischen Kunst.
- Sowohl für die Erstellung des Karolingischen Reichskalenders als auch für die korrekte Bestimmung des Ostertermins wurden ältere komputistische und astronomische Texte rezipiert und verarbeitet. Dabei entstanden mehrere karolingische Enzyklopädien zur Zeitrechnung, unter anderem der Annalis libellus und die Libri computi.[3]

Etliche Bildungsforscher des 19. und frühen 20. Jahrhunderts nahmen Hinweise in der Admonitio generalis auf die Lehre des Vaterunser als Anlass, Karl dem Großen die Gründung der Land- und Volksschulen zuzuschreiben. Dies war nicht der Fall, weil die karolingische Renaissance eine höfisch-klösterliche Bildungsanstrengung war, die allerdings auch Laien aus den gehobenen Schichten der Bevölkerung offenstand. Domschulen in den Städten waren etwa ab dem 9./10. Jahrhundert verbreitet und lösten die Klosterschulen seit dem 10. Jahrhundert als führende Bildungseinrichtungen ab, bevor sie ihrerseits ab dem 12. Jahrhundert den Universitäten den ersten Platz räumen mussten. Bürger-, Land- und Dorfschulen traten in größerer Zahl erst im Spätmittelalter und in der frühen Neuzeit (um 1450–1600) mit stark wechselnder Qualität in Erscheinung.

### Architektur
Sowohl die herrscherliche Repräsentationsarchitektur als auch die Idee einer monastischen Idealarchitektur im 9. Jahrhundert (St. Galler Klosterplan) zeigen die enorme Bedeutung, die man der Baukunst wieder zuzumessen begann. Die Aachener Pfalzkapelle ist ein eigenständiger Entwurf unter bewusster Anlehnung an San Vitale in Ravenna (nach 526–547), damals für die Herrscherkirche Theoderichs gehalten, und an die Sergios- und Bakchos-Kirche in Konstantinopel (536 vollendet), die mit dem oströmischen Kaiserpalast verbunden war. Die Aachener Pfalz ließ Karl der Große nach Aussage der schriftlichen Quellen als ein zweites Rom, aber auch als Gegenstück zu Konstantinopel errichten. Zu diesem Zweck wurden offensichtlich zahlreiche Großbronzen aufgestellt; dabei orientierte er sich am Lateransplatz in Rom, auf dem Papst Hadrian I. (772–795) antike Bronzebildwerke hatte aufstellen lassen.

### Skulptur
Neben importierten Werken wie der antiken Bärin (2. Jahrhundert) und der Reiterstatue des Theoderich mit Begleitfigur (nicht erhalten) wurden neue Werke vor Ort in Aachen geschaffen: acht Emporengitter, vier doppelflügelige Bronzetüren, und auf dem Palast ein Adler (nicht erhalten) mit drehbarem Kopf. Der Pinienzapfen ist möglicherweise erst der Zeit um 1000 zuzurechnen. Aufgrund ihrer hohen Qualität wurden diese Werke lange Zeit für römische Importe gehalten; erst der Fund eines Gussofens und einiger Formstücke bei Ausgrabungen auf dem Katschhof (im Zweiten Weltkrieg verloren gegangen) konnte diese Ansicht widerlegen. Möglicherweise wurden die Aachener Stücke von einer Werkstatt ausgeführt, die zuvor in Saint-Denis tätig war.
Die antikisierende Grabplatte des Papstes Hadrian I. († 795) ließ Karl der Große nach Rom senden; die Platte besteht aus schwarzem Stein (Dinantium), wirkt jedoch wie Bronze und ahmt offensichtlich die Lex de imperio Vespasiani von 69 n. Chr. nach. Die Bronzeportale von Ingelheim und der siebenarmige Leuchter von Aniane haben sich nicht erhalten.

## Bedeutung
Insgesamt kann die Bedeutung der karolingischen Erneuerung für die Geschichte Westeuropas gar nicht hoch genug angesetzt werden. Insofern das 6. und 7. Jahrhundert tatsächliche „dunkle“ Jahrhunderte waren, kam dem Anstoß Karls des Großen und der Energie Alkuins die Rolle zu, das verstreute Erbe der Antike einzusammeln. Was an antiker Literatur verloren gegangen ist (Bücherverluste in der Spätantike), ging vor dem 9. Jahrhundert verloren. Allerdings brachte die fest auf dem Boden der christlich-patristischen Lehre stehende Bildungsreform kaum Interesse für die profane Kunst der Antike auf. Bis etwa die antike Skulptur „wiederentdeckt“ wurde, mussten noch 600 Jahre – bis zur eigentlichen Renaissance – vergehen, wobei diese „Renaissance“ der italienischen Frühhumanisten eine Umwertung zuerst römischer, dann auch antiker Kultur, vornehmlich Literatur war und keine Wiedergeburt. So wurde zum Beispiel schon im 12. Jahrhundert sehr viel Ovid rezipiert, dies jedoch stets unter klerikalen Gesichtspunkten und Bedingungen.

## Zitat
„Wenn die kritische Forschung die Legende von der karolingischen Renaissance als eine willkürliche Konstruktion erkennt, so mindert sie dadurch nicht die Bedeutung Karls, sondern ermöglicht nur eine andere richtigere Wertung seiner Persönlichkeit und seines Werkes.“